# Астрономічна обсерваторія Ягеллонського університету

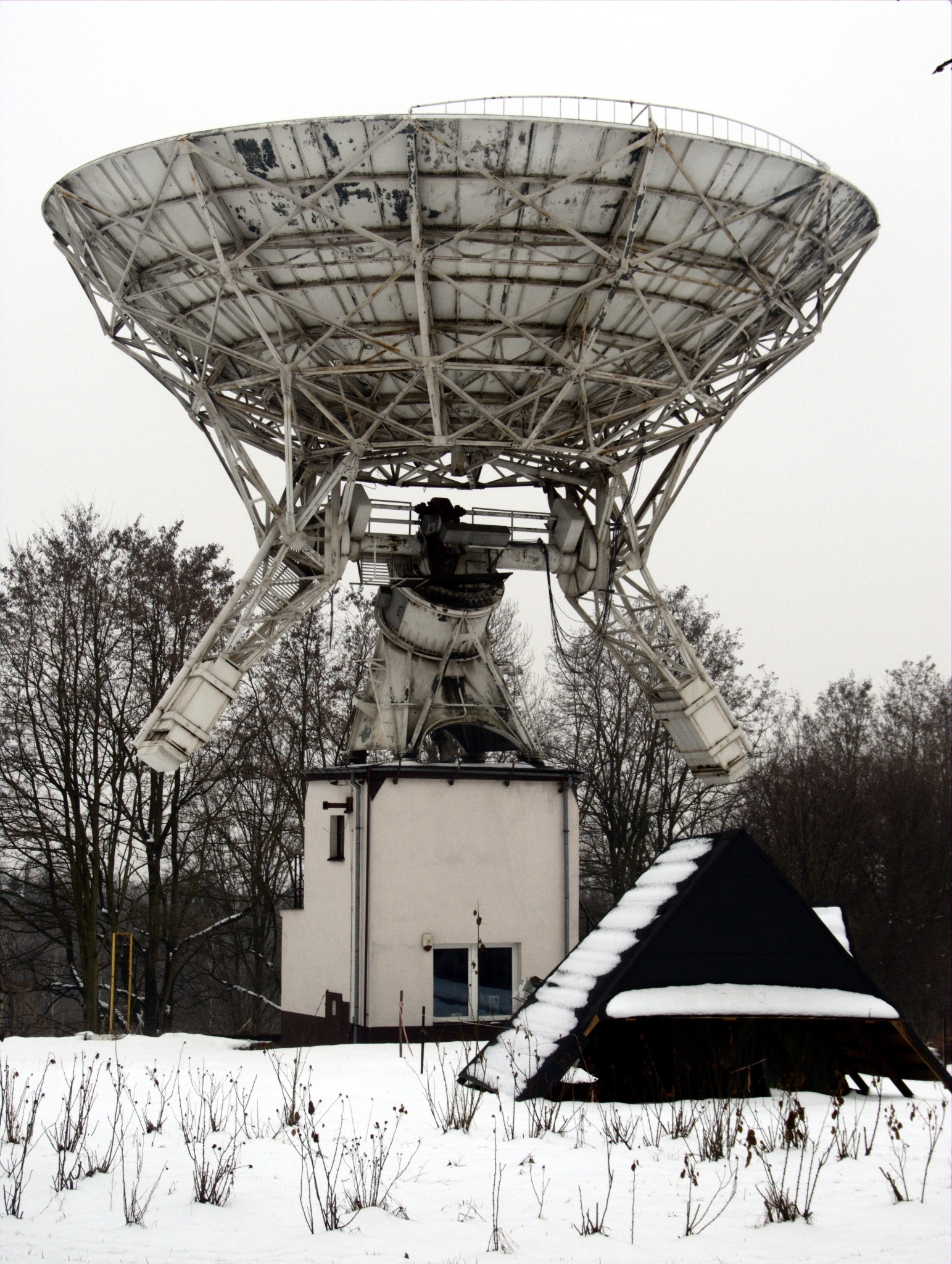
Астрономічна обсерваторія Ягеллонського університету, радіотелескоп RT-15, Форт Скала, Краків, 2013

Астрономічна обсерваторія Миколая Коперника Ягеллонського університету — астрономічна обсерваторія, інститут у складі факультету фізики, астрономії та прикладної інформатики Ягеллонського університету в Кракові. Обсерваторія була заснована в 1792 році. Займається фізикою комет, фотометрією та моделюванням змінних зір, спостереженнями сонячного радіовипромінювання, дослідженням позагалактичних радіоджерел, активних ядер галактик, міжзоряної та міжгалактичної матерії, фізики галактик, магнітних полів у Всесвіті, великомасштабної структури Всесвіту та іншими темами. Робота ведеться у співпраці з численними центрами в Польщі та за кордоном, використовуючи багато інструментів і супутникові спостереження.

## Історія обсерваторії

### Підготовчі заходи
Обсерваторія Ягеллонського університету, заснована в 1792 році, безперервно працює з моменту свого заснування до сьогодні. У ній зафіксовано і збережено найдовший безперервний ряд метеорологічних спостережень. 
Астрономічні традиції в Кракові набагато старші за інституційну університетську обсерваторію. Уже в XV столітті європейські вчені вважали рівень астрономії в Краківському університеті дуже високим. Як свідчення розвитку спостережної астрономії в середньовічному Кракові, до наших днів збереглися в хорошому стані астролябії і астрономічний глобус Марціна Билиці з Олькуша.
Проте саме створення обсерваторії було важким. Ідея заснування астрономічної обсерваторії в Кракові в першій половині XVIII століття не мала сприятливої атмосфери. Астрономічні традиції Краківської академії з XV століття були забуті, а геліоцентрична теорія Миколая Коперника, найвидатнішого учня Ягеллонського університету, не була прийнята. Лекції з геоцентричної теорії за Птолемеєм були обов'язковими до 1750 року і навіть пізніше.

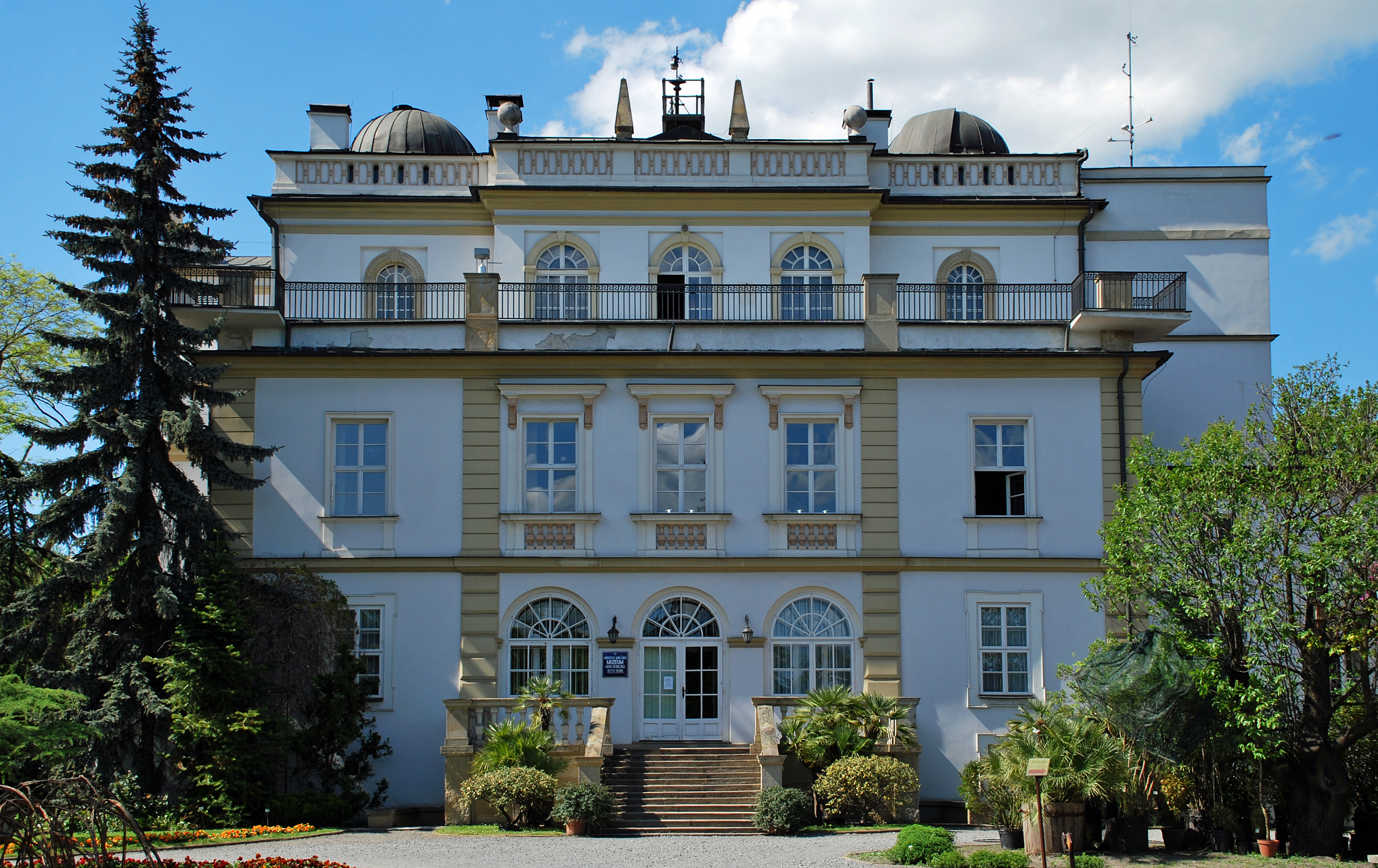
Перше місце розташування Астрономічної обсерваторії Ягеллонського університету, нині колегіум Снядецького в Кракові

Перше повідомлення про необхідність заснування астрономічної обсерваторії в Кракові знаходимо в праці професора Йозефа Попьолки, яку він підготував після свого призначення в 1750 році членом комісії з підготовки програми кафедри математичних наук під керівництвом Анджея Залуського. У цьому листі він вимагав від Університету проводити систематичні спостереження зір. Подальші підготовчі кроки були зроблені в 1960-х роках Якубом Нєговецьким, який під час кількамісячного наукового перебування у Віденській обсерваторії придбав кілька інструментів для майбутньої обсерваторії.
В результаті першого поділу Польщі в 1772 році фінансові умови Краківської академії погіршилися, але дві історичні події 1773 року — заснування Комісії народної освіти і розпуск ордену єзуїтів — мали значний позитивний вплив на розвиток астрономічної обсерваторії в Кракові. Комісія вислала до Кракова отця Гуго Коллонтая з метою реформування університету. Реформа Коллонтая (1777–1786) змінила структуру університету, а сам університет змінив назву на Головну коронну школу.
Ян Снядецький розпочав навчання в Краківській академії в 1772 році. Отримавши в 1776 році ступінь магістра та доктора філософії, він почав читати лекції з алгебри. Коллонтай мав намір довірити йому посаду професора математики, тому він запропонував Снядецькому вивчати математику за кордоном, перш ніж зайняти цю посаду. Снядецький рік навчався в Геттінгені, де також працював у місцевій обсерваторії. Потім він подорожував через Нідерланди до Парижа, де протягом півтора років вивчав математику у Жака Кузена та астрономію у Жерома Лаланда. Він також співпрацював з французьким астрономом Шарлем Мессьє та математиком і фізиком Жаном Лероном д'Аламбером. Після повернення до Польщі в 1781 році Комісія народної освіти призначила Снядецького завідувачем кафедри та професором вищої математики та астрономії. 22 липня 1782 ректором був обраний Коллонтай, а Снядецький став його секретарем. Він читав лекції польською, а не, як до того часу, латиною. Перша лекція з астрономії 30 вересня 1782 року з нагоди відкриття Фізичного коледжу була присвячена Миколаю Копернику та його теорії: «Похвала Миколаю Копернику, краківському академіку, що відродив астрономію».
У 1783 році на місці колишнього саду Чарторийських, який у 1752 році купили єзуїти, почалися попередні роботи зі створення ботанічного саду. Після розпуску ордену єзуїтів, сад передали Комісії народної освіти, яка в межах реформи Краківської академії заснувала ботанічний сад як допоміжний заклад кафедри хімії та природознавства. Снядецький подав прохання заснувати на його території астрономічну обсерваторію. Для цього пристосували будівлю першої половини XVIII ст. Початкова робота почалася в 1787 році. Того ж року Снядецький вирушив у подорож до Англії, щоб розширити знання про потреби обсерваторії та необхідне обладнання. Подорожуючи Німеччиною та Францією, він відновив старі знайомства та завів нові. В Англії відвідав Кембриджський і Оксфордський університети, познайомився з Лондоном і Королівською астрономічною обсерваторією в Гринвічі. Потім він вирушив до Слау поблизу Віндзорського замку, де Вільям Гершель побудував телескопи та зробив свої астрономічні відкриття. Після повернення до Кракова Снядецький спостерігав сонячне затемнення 4 червня 1788 року та місячне затемнення 28 квітня 1790 року. Перші спостереження висоти Сонця були зроблені до відкриття обсерваторії в жовтні 1791 року. Офіційне відкриття відбулося 1 травня 1792 року.

### Від відкриття до першої кризи (1792–1824)
Початкова програма обсерваторії включала спостереження за положенням Сонця і Місяця, затемненнями супутників Юпітера, проходженням планет перед сонячним диском, покриття зір і планет Місяцем. Всі ці дані використовувалися для визначення довготи, тоді як спостереження висот Сонця, Місяця та зір у момент кульмінації, а також зенітних відстаней зір, що кульмінують поблизу зеніту, використовувалися для визначення широти. Також спостерігали за положенням рівнодення і сонцестояння. Положення планет реєструвалися з метою корекції теорії їхнього руху. Снядецький планував також спостереження комет і змінних зір.

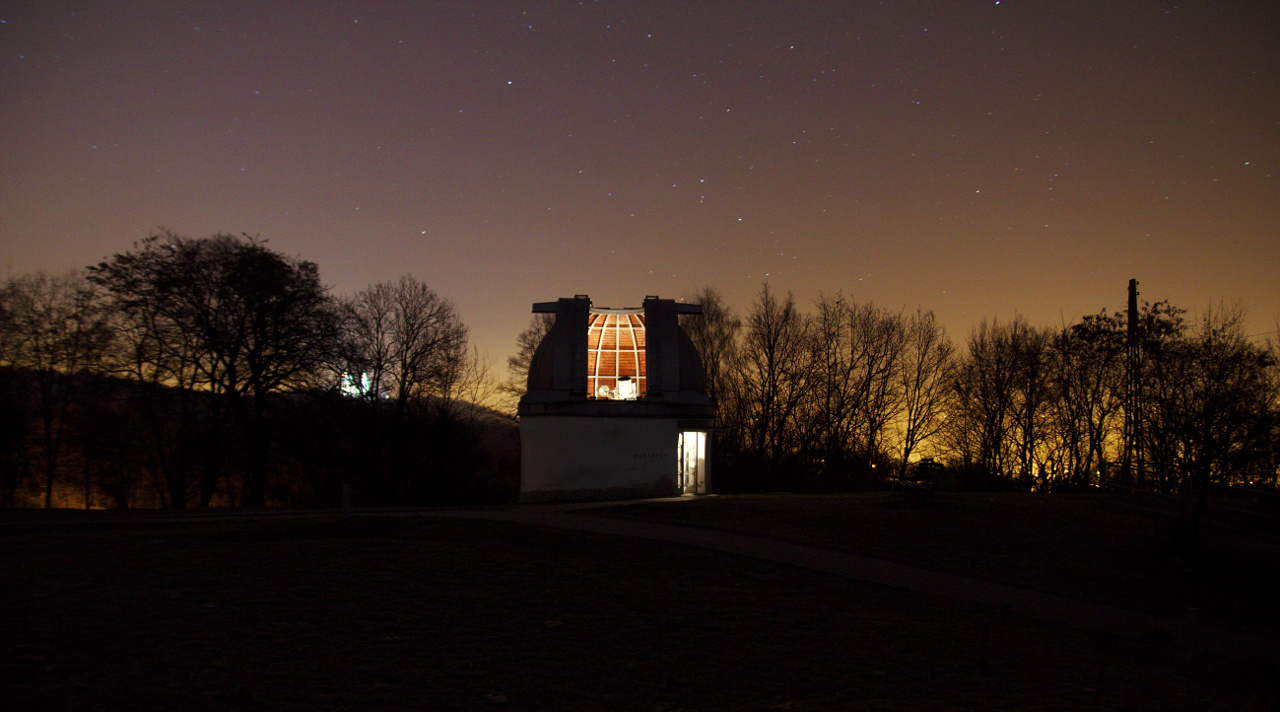
Астрономічна обсерваторія Ягеллонського університету, Форт Скала, Краків

Перший список приладів нової обсерваторії був досить скромним:
- латунний квадрант радіусом три паризькі фути, виготовлений Жаком Каніве в Парижі,
- 14-дюймовий латунний квадрант із двома ахроматичними прицілами, виготовлений Джессі Рамсденом у Лондоні,
- ахроматичний перехідний телескоп, виготовлений у Парижі механіком Шаріте під керівництвом Мессьє, аналогічний телескопу в Паризькій обсерваторії,
- три маятникових годинника: Лепо, віденський за англійським зразком і Шелтона,
- екваторіальний телескоп довжиною 5 футів 5 дюймів,
- два ахроматичних телескопи Доллонда,
- два телескопи-рефлектори: один типу Ньютона, другий типу Грегорі.

Снядецький також мав набір метеорологічних приладів.

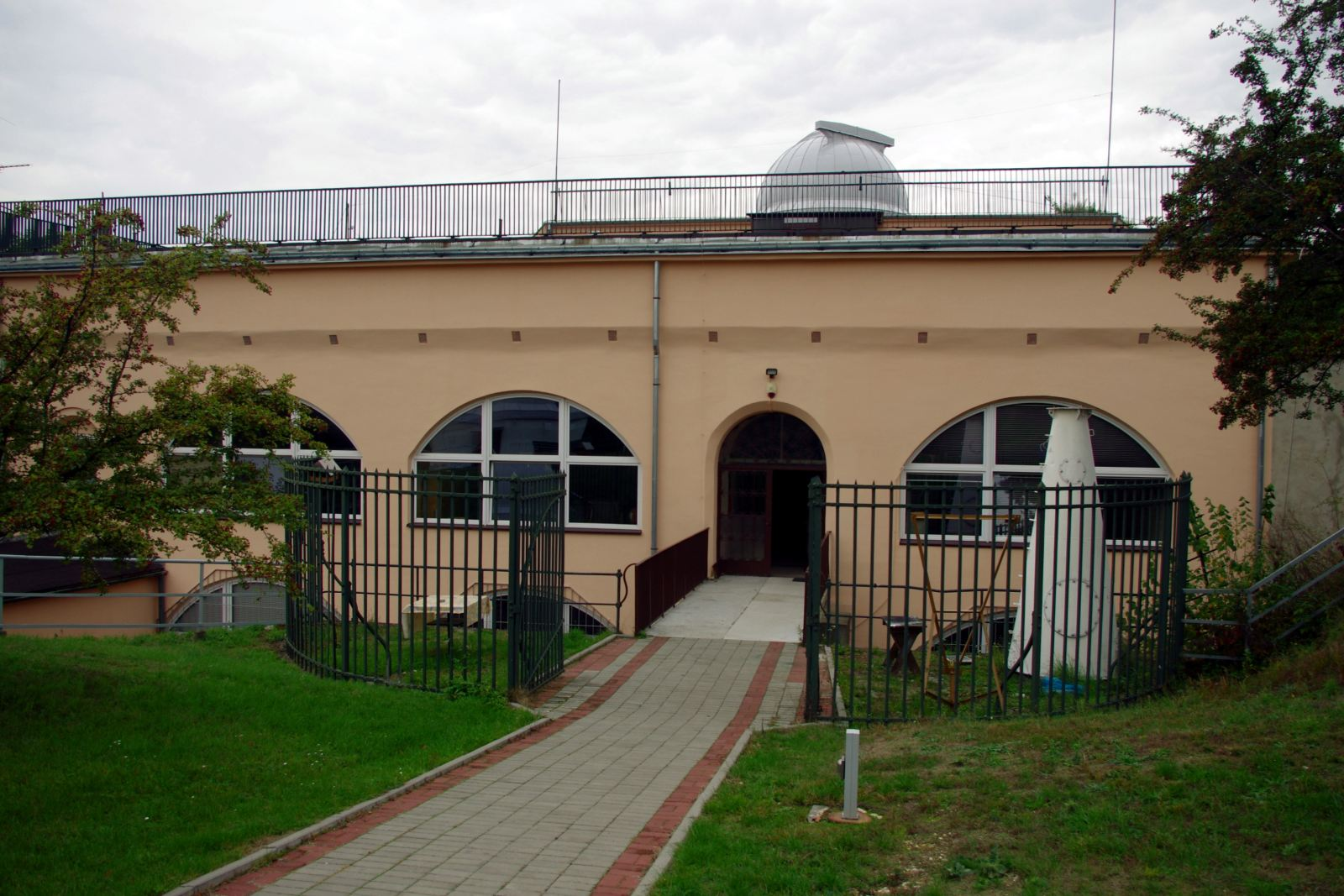
Астрономічна обсерваторія Ягеллонського університету, Форт Скала, Краків

Крім цього, з огляду на майбутню обсерваторію професор математики, священник церкви святої Анни, Адам Ягельський перейняв низку астрономічних інструментів для реформованої Краківської академії, і склав їхній список 1780 року:
- квадрант з радіусом 13 дюймів 4 лінії (паризька міра), виготовлений Рамсденом в Англії та оснащений двома маленькими телескопами,
- малий рефрактор роботи Доллонда з ахроматичною лінзою об’єктива діаметром 42 лінії та фокусною відстанню 3 фути 7 дюймів [13],
- паралактичний телескоп, виготовлений Каніве з колишньої єзуїтської астрономічної обсерваторії в Познані.

Король Станіслав-Август Понятовський передав ці три інструменти Головній коронній школі.
Через три роки Снядецький доповнив цей набір інструментів, попросивши у короля другий ахроматичний рефрактор Долленда з фокусною відстанню 28 дюймів. Потім він прийняв з Познанської обсерваторії від Юзефа Рогалінського:
- квадрант радіусом 3 фути, створений Каніве,
- рефлекторний телескоп Тейллера,
- маятниковий годинник Лепота,
- армілярну сферу,
- глобус неба,
- глобус землі,
- годинник Бушера, який показує секунди та хвилини.

У 1786 році був доданий меридіанний телескоп, придбаний на кошти Фізичного коледжу.
Після того, як Краків окупувала Австрія, університет був реорганізований. Нову структуру факультету скопіювали з австрійських університетів, а її автономія була значно обмежена сильною централістською державною системою. Ці нові обставини спонукали Снядецького піти у відставку, але він не полишив своєї спостережної діяльності й погодився до 1803 року опікуватися діяльністю свого наступника Юзефа Ленського, який мав військову й інженерну освіту.
Після від'їзду Снядецького в 1803 році Ленський наслідував його приклад в астрономічних спостереженнях, у яких йому допомагав професор механіки та гідравліки Фелікс Радванський. Через рік Ленський виїхав до Варшави, а після нього також протягом року обсерваторією опікувався Юзеф Чех, після якого формально обсерваторією керував професор Вацлав Войт (дуже коротко), і потім, на два роки, професор математики та землемірства Францишек Кодеш, що перевівся до Кракова зі Львівського університету.
Першим директором, рівним Снядецькому за кваліфікацією, але не за досвідом, був наступник Кодеша, Йоганн Йозеф Літтров, який став директором обсерваторії та професором математики та астрономії на початку 1808 року у віці 26 років. Через наслідки наполеонівської кампанії 1809 року він вирішив у 1810 році поїхати до Казані, де мав організувати обсерваторію. Після його від'їзду протягом року обсерваторією опікувався Йоахим Карковський, вчитель молодшої школи. У 1811 році Ленський повернувся як професор астрономії після двох років навчання в Парижі. Він докладав зусиль, щоб оснастити обсерваторію новими приладами, але результати спостережної роботи були відносно скромними, незважаючи на те, що після Віденського конгресу 1815 року вільне місто Краків стало незалежною державою, а професори університету грали в ньому велику політичну роль. З 1817 року університет відомий як Ягеллонський. Співпраця Ленського з його помічниками, Павлом Кжижановським, а потім Вінцентієм Карчевським, не йшла добре, що призвело до його відставки в 1824 році та поглиблення вже очевидного занепаду Краківської обсерваторії.

### Розвиток обсерваторії (1825–1916)
У 1825 році конкурс на вакантну посаду професора астрономії та директора Астрономічної обсерваторії виграв помічник Літтрова у Відні Максиміліан Вейссе. Він сприяв значному підвищенню становища обсерваторії та розвитку її діяльності. Ян Канти Стечковський став його доцентом. Спочатку вони проводили облікові роботи, включаючи, перш за все, обчислення положення планет за методом Гаусса. Придбали нові астрометричні інструменти, зокрема меридіанне коло, виготовлене у Політехнічному інституті у Відні, та метеорологічні прилади. Також були введені в дію недіючі астрономічні інструменти, придбані Ленським. Програма астрономічних спостережень була змінена та розширена. Спостереженням за зорями приділялося більше уваги, ніж, наприклад, Сонцю. Від визначення довготи за затемненнями супутників Юпітера відмовилися на користь покриття зір Місяцем, широту визначали за теодолітом і меридіанним колом, також спостерігали планети і комети. Результати публікувалися в німецькому науковому журналі Astronomische Nachrichten.
Від 19 лютого 1838 року, 365-тої річниці від дня народження Миколи Коперника, міські годинники почали налаштовувати відповідно до сигналів, які опівдні давав прапор з галереї Обсерваторії опікуну вежі Святої Марії.
У 1829 році Вейссе звернувся до Фрідріха Бесселя, професора Кенігсберзького університету, який очолював там астрономічну обсерваторію, запропонувавши розвинути свої спостереження за Кенігсберзькими меридіональними зональними зірками. Таким чином разом зі Стечковським він склав каталог положення 31085 зір у поясі схилень від -15° до +15°. У 1846 році під егідою Санкт-Петербурзької академії наук опублікували «Положення середніх нерухомих зір у регіомонтанних зонах, які спостерігав Бессель від −15° до +15° схилення, приведені до 1825 року та впорядковані в каталозі». Другий том, опублікований у 1863 році, містив положення 31 445 зір у поясі схилень від +15° до +45°. Ці каталоги високо цінувалися до кінця XIX століття.
Вайсе провів два ремонти будівлі обсерваторії: у 1829 та 1858–1859 роках. Після Краківської революції 1846 року Краків був знову включений до складу Австрії. 13 червня 1855 року відбувся домовлений візит імператора Франца Йосифа І до Краківської обсерваторії, завдяки чому дістали згоду імператора на фінансування реконструкції. У 1861 році Вайсе виїхав до Верхньої Австрії за станом здоров'я. У 1862 році він вийшов у відставку і наступного року помер. Наступним директором Краківської обсерваторії став Францишек Карлінський, його колишній доцент, який у 1862 році повернувся до Кракова з Паризької обсерваторії та отримав посаду повного професора астрономії та вищої математики. В інвентарі Краківської обсерваторії на той час було: 96 інструментів, 10 годинників, 941 книга, 100 одиниць обладнання. Ян Ковальчик став першим доцентом Карлінського, але в 1865 році він перейшов до Варшавської обсерваторії. Наступним доцентом був Даніель Вежбіцький, який співпрацював з Карлінським понад 36 років до його смерті в 1901 році. Окрім посад професора і доцента, Карлінський у 1877 році утворив третю наукову посаду — асистента, на якій набули досвіду багато молодих вчених.
Карлінський був членом багатьох наукових товариств. Основні зусилля в Астрономічній обсерваторії приділялися метеорологічним спостереженням та їх обробці, позиційним астрономічним спостереженням, а також геодезичні спостереження. Карлінський виявив змінність зорі R Ворона. Він розробив числовий код, який пізніше застосовувався в астрономічних повідомленнях, у 1892 році був модифікований А. Крюгером і досі використовується в передачі астрометричних даних Міжнародного астрономічного союзу. Основним завданням Обсерваторії було впровадження та розвиток центрального пункту мережі метеорологічних та гідрологічних станцій, що діють у провінції Галичина. Отримані результати після відповідних редакцій надсилали до Відня, Санкт-Петербурга, Гамбурга та Утрехта.
У 1880-ті роки в обсерваторії працював зять Карлінського, фізик-теоретик Людвік Антоні Біркенмаєр. Його наукові інтереси включали обчислювальну астрономію (визначення орбіт подвійних зір і супутників планет) і геофізику (теоретична форма і сила тяжіння сфероїда Землі, магнітні і гравіметричні вимірювання). Будучи доцентом Ягеллонського університету, він читав лекції з історії математичних і фізичних наук та окремих розділів механіки. У наступні роки він був відомий як видатний дослідник життя і творчості Миколая Коперника.
Карлінський вийшов у відставку в 1902 році і помер в 1906 році. Новим директором обсерваторії та об'єднаного відділу, який отримав назву кафедри астрономії та математичної геофізики, став проф. Мауриций Піус Рудзький, видатний геофізик, який також займався теоретичною астрофізикою, який перейшов до Кракова з посади доцента Одеського університету після вивчення математики та геології у Львівському та Віденському університетах. Здобув докторський ступінь у Відні, а ступінь магістра (еквівалент габілітації) з географії в Харківському університеті. Рудзкий п'ять разів з інтервалом у кілька років намагався побудувати нову обсерваторію за містом. Ці зусилля були зрештою зірвані початком війни в 1914 році. Подібним чином, його спроби обладнати обсерваторію більшими телескопами були безуспішними. Найбільший на той час рефрактор обсерваторії мав об'єктив діаметром 166 мм, а меридіанне коло - 84 мм. Рудзкий досяг успіху лише в розвитку геофізичного відділу обсерваторії. У листопаді 1903 року він привіз і запустив у Кракові в Астрономічній обсерваторії перші сейсмографи. Це була одна з перших сейсмографічних станцій у світі.
У той час доцентом обсерваторії був Луцян Грабовський, а асистентом – Юзеф Зайончковський, який незабаром залишив свою посаду Владиславу Дзєвульському, майбутньому професору Університету Стефана Баторія у Вільнюсі та Університету Миколая Коперника в Торуні. У 1907 обидва соратники Рудзкого отримали відпустку на навчання за кордон. Після навчання в Технічному університеті в Штутгарті та Геодезичному інституті в Потсдамі Грабовський не повернувся до Кракова, будучи номінованим у 1909 на посаду професора землемірства у Львівській політехніці. А Дзєвульський після повернення до Кракова зайняв посаду доцента.
Рудзкий зосередив головну увагу на розвитку геофізичних і метеорологічних досліджень. Він запропонував новий метод визначення форми Землі, цінний особливо для гравіметричних вимірювань у районах зі складною вертикальною формою. Він також написав кілька цінних критичних праць про будову зір і про атмосферну циркуляцію на небесних тілах. Його підручник «Фізика Землі» (1909) був перекладений німецькою мовою через два роки після публікації та виданий у Лейпцигу. Двотомна «Теоретична астрономія» (1914) залишається корисним джерелом знань донині. Третій підручник з основ метеорології був відредагований його помічником Яном Крассовським і опублікований після його смерті в 1917 році. Рудзкі раптово помер від серцевого нападу в липні 1916 року.
У 1916–1919 обсерваторією керував Дзєвульський, хоча формально кафедра й обсерваторія були довірені сенатом Ягеллонського університету фізику професору Мар'яну Смолюховському, а після його смерті в 1917 році математику, професору Казімежу Жоравському. У 1918 році, після від’їзду Ризнера до Львівського технічного університету, асистентом Краківської обсерваторії став Станіслав Шеліговський, який згодом працював у Вільнюській обсерваторії, а після Другої світової війни був доцентом Вроцлавської обсерваторії.

### Обсерваторія під керівництвом Тадеуша Банахевича (1919–1954)
У 1919 посаду директора Обсерваторії та управління кафедрою астрономії в Ягеллонському університеті зайняв професор Тадеуш Банахевич. Він вивчав астрономію у Варшавському університеті, потім перебував в астрономічних обсерваторіях у Геттінгені, Пулкові та Казані. Навчався в Московському та Дерптському університетах. Після повернення до Польщі в 1918 році він недовго був доцентом геодезії у Варшавській політехнічніці, звідки на запрошення керівництва Ягеллонського університету приїхав до Кракова.

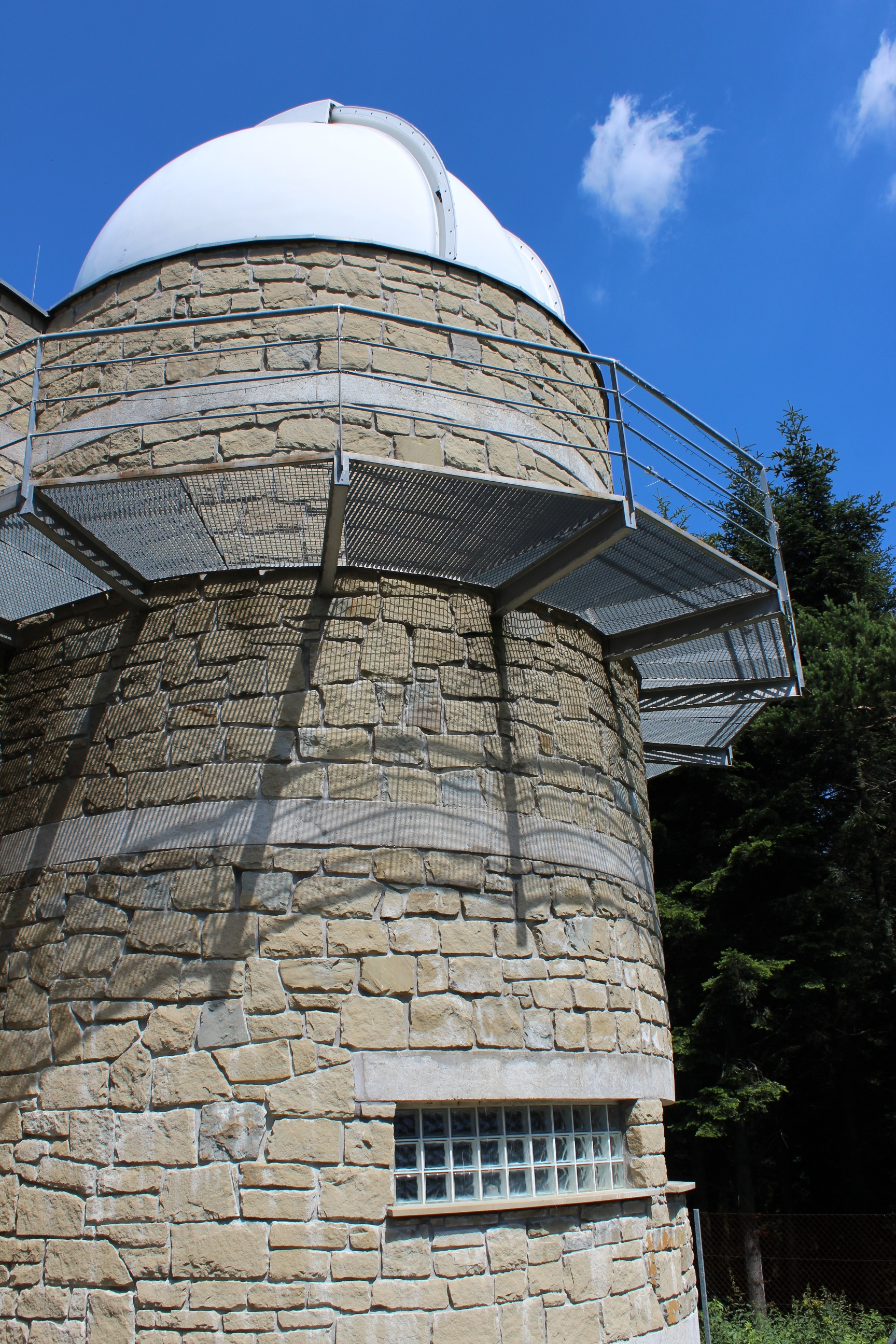
Астрономічна обсерваторія на Любомирі

Його 35-річна діяльність у Краківській обсерваторії принесла чимало досягнень. Він придбав більші прилади для спостережень і за кілька років підняв Краківську обсерваторію до рангу міжнародного центру вивчення затемнень зір, опублікувавши власні ефемериди. У 1925 році він заснував і до самої смерті видавав науковий журнал Acta Astronomica. Він опублікував близько 240 статей у галузі астрономії, математики, механіки, геодезії та геофізики, а його наукове листування налічує близько 15 тисяч листів. Він був одним із засновників і багаторічним президентом Польського астрономічного товариства. Одним з результатів його наукових досліджень є метод Банахевича-Ольберса для визначення параболічних орбіт. У 1923 році Банахевич розробив, а потім послідовно розвивав варіант матричного числення, який отримав назву краковіана. Ці заходи значно полегшили арифмометричні розрахунки, астрономічні та теоретичні міркування. Вони також знайшли численні застосування в сферичній астрономії, в небесній механіці та визначенні орбіт, у геодезії та навіть у статиці будівельних конструкцій.

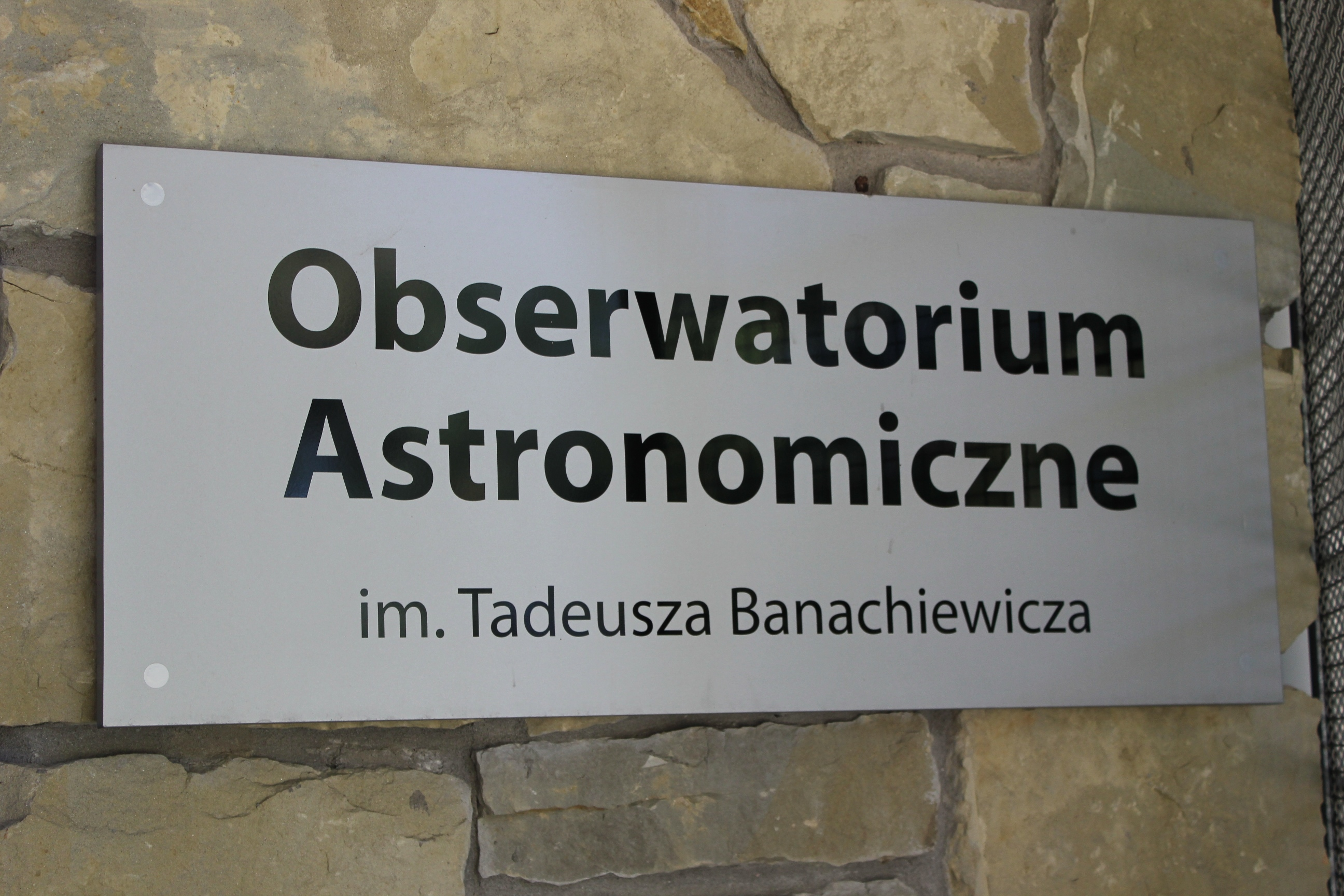
Пам'ятна дошка на Астрономічній обсерваторії на Любомирі

У 1927 році він використав хронокінематограф для спостереження сонячних затемнень. Банахевич також був піонером радіоастрономії в Польщі. Завдяки його зусиллям у 1954 році в Кракові ввали в дію перший польський радіотелескоп діаметром 5 м. Він живо цікавився прогресом ракетної техніки та пов'язаними з нею перспективами досліджень.
Він був віце-президентом (1924-1925) Балтійської геодезичної комісії, віце-президентом Міжнародного астрономічного союзу в 1932-1938 роках і президентом його комісії № 17 (Рух і фігура Місяця) в 1938-1954 роках. Він був членом Польської академії мистецтв і наук, Польської академії наук, Падуанської академії, Королівського астрономічного товариства та багатьох інших елітних наукових товариств.
Сам Банахевич не надавав великого значення астрофізиці, але його асистентом і доцентом був майбутній видатний астрофізик, професор Стефан Гінвіл-Піотровський, який отримав докторський ступінь у 1938 році, а одразу після війни перебував у Кракові разом з Адамом Стшалковським, майбутнім професором фізики і піонером фотоелектричної фотометрії. Його статті про визначення орбіт затемнених зір і про утворення космічного пилу та уламків від зіткнень астероїдів і метеороїдів були написані в Краківській обсерваторії.
Правою рукою Банахевича в усій організаційній, науковій та адміністративній діяльності, а також головним реалізатором робіт у галузі дослідження затемнення зір був другий доцент, Казімєж Кордилевський, співвинахідник хронокінематографа та автор методу скорочення спостережень, зроблених за допомогою цього приладу. Популяризатор астрономії та космонавтики, першовідкривач пилових супутників Землі, які нині носять його ім'я. В цей час в обсерваторії працювали астроном-теоретик Кароль Козел, спостерігач змінних зір Розалія Шафранець, спостерігач Ян Мергенталер, професори Еугеніуш Рибка і Юзеф Вітковський.
Банахевич прагнув забезпечити кращі умови спостереження, і вже в 1920-х роках відкрив виїзну спостережну станцію на Любомирі. Там у 1925 році Люцьян Оркіш відкрив першу комету у відродженій Польщі C/1925 G1 (Оркіша), а потім співробітник станції Владислав Ліс став співвідкривачем комети C/1936 O1 (Кахо-Козіка-Ліса). А в Кракові 4 комети відкрив Антоній Вільк, доцент Банахевича. Станцію в Любомирі фашисти спалили в 1944 році під час бойових дій проти партизанів. У травні 1953 Банахевич отримав від військової влади форт Скала на західній околиці Кракова разом із околицями. Наступного року тут запустили радіотелескоп, а поруч планували розмістити павільйон оптичних приладів. У листопаді 1954 Банахевич помер.

### Обсерваторія у 1955–1979
Після смерті Банахевича кафедру астрономії та обсерваторію зайняв Кароль Козел, який габілітувався в Ягеллонському університеті та був призначений професором у 1955 році. Він продовжив дослідницьку програму, яку почав розвивати десяток років тому під керівництвом Банахевича. У дипломній роботі Козела представлено новий метод розробки геліометричних спостережень Місяця, що передбачає певний перегляд числових значень деяких елементів теоретичних розробок проблеми лібрації та заснований на ґрунтовній зміні процесу скорочення спостережень шляхом застосування методу краковіану. Темою визначення констант фізичної лібрації та фігури Місяця також займалися асистенти під керівництвом Козела. Ця робота привела до цікавих висновків у 1960-х роках щодо розподілу маси всередині Місяця. Результати роботи Юзефа Масловського та Яна Метельського, а також компіляція їхніх результатів, опублікованих Козелом, із результатами, отриманими ним раніше, були підтверджені сучасними точними лазерними спостереженнями Місяця і аналізом збурень орбіт супутників Lunar Orbiter.

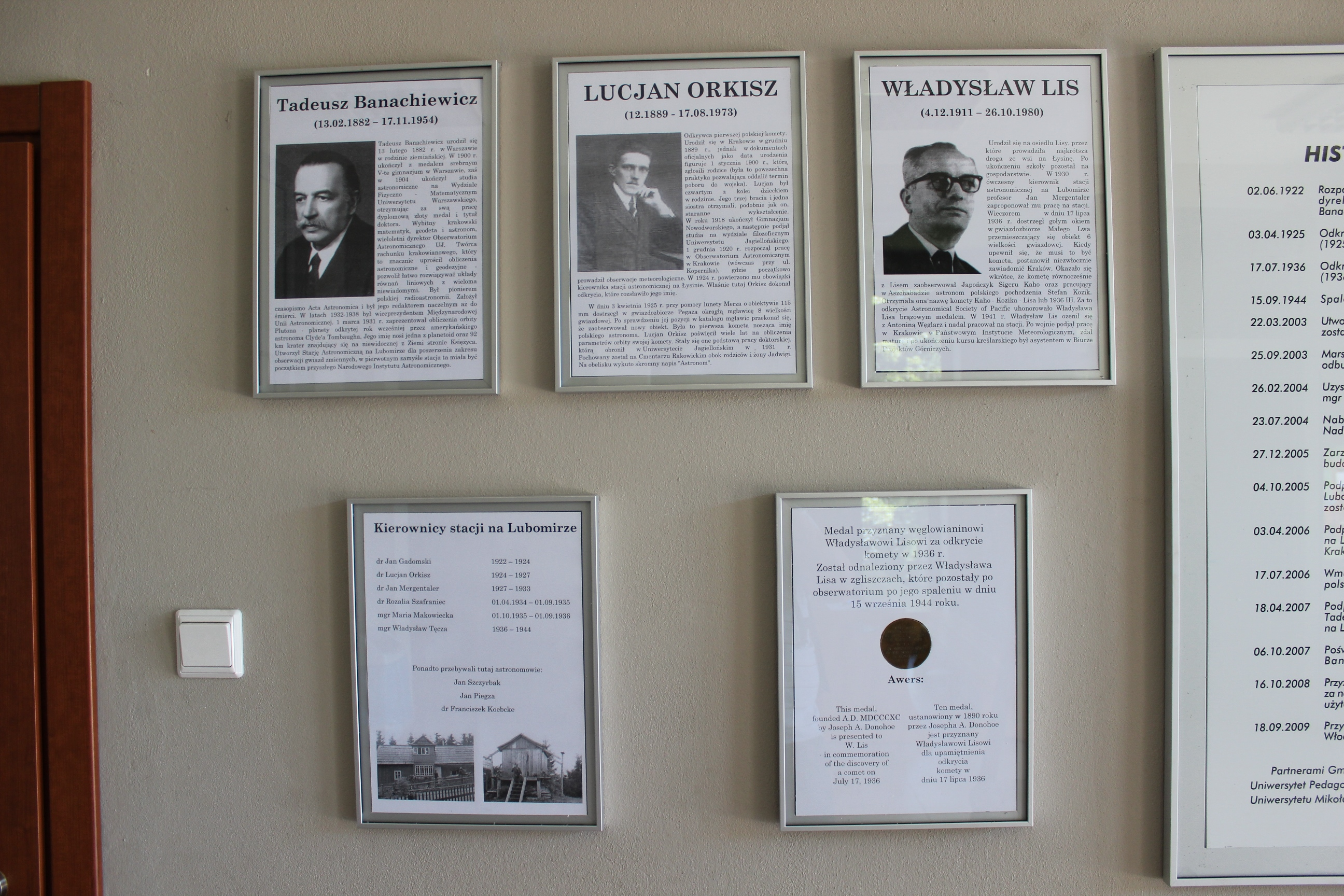
Пам'ятна дошка на астрономічній обсерваторії в Любомирі

Однак наукові успіхи не йшли на руку керівництву обсерваторії. Серед більшості співробітників виникла сильна опозиція, свою позицію щодо керівництва Ягеллонського університету висловив доцент Казімєж Кордилевський. Це збіглося з діями деяких працівників Вроцлавської обсерваторії проти місцевого директора професора Еугеніуша Рибки. Ці два конфлікти стали основою для організаційних змін в Астрономічній обсерваторії Ягеллонського університету.
У 1958 році замість кафедри астрономії створили дві кафедри: спостережної астрономії, відділом якої була астрономічна обсерваторія, та теоретичної астрономії та астрономічної геофізики з однойменною кафедрою. Першу очолив Еугеніуш Рибка, який на той час займався переважно питаннями фундаментальної фотометрії та історією астрономії. Завідувачем другої кафедри був Кароль Козел. Співробітники колишньої кафедри астрономії та обсерваторії були закріплені за новими кафедрами та їхніми відділами відповідно до тематики, методології чи обсягу роботи. Відділ Рибки включав спостережні астрономічні роботи, в тому числі вивчення затемнення зірок і складання щорічника їх ефемерид. Відділ Козела, окрім теоретичних і облікових робіт щодо обертання Місяця, охоплював усі постійні геофізичні програми (окрім сейсмології), тобто спостереження магнітного схилення, метеорологію та радіоастрономію, яка дедалі більше й більше розвивалася в Кракові, програма якої була спрямована на щоденні спостереження за рівнем сонячної радіації. Ці спостереження тривають безперервно донині на частотах 810 і 430 МГц. Особливі заслуги для розвитку радіоастрономії в Кракові зробили Юзеф Масловський та Олег Чижевський.
З нагоди 600-річчя Ягеллонського університету в травні 1964 року відкрили Астрономічну обсерваторію імені Миколая Коперника у Форті Скала. Спорудили новий павільйон зі службовими приміщеннями, майстернями та навчальними кімнатами, а старий поставстрійський форт пристосували під майстерні та склади. Новий 15-метровий радіотелескоп поставили поруч зі старим, збільшеним до діаметра 7 метрів. Побудували п'ять куполів, у двох з яких розміщені спостережні прилади, виготовлені компанією Carl Zeiss у Єні: 35-сантиметровий телескоп Максутова (1965), а через п'ять років — 50-сантиметровий телескоп Кассегрена. Рефрактор Грабба та астрограф були перенесені на інші куполи.

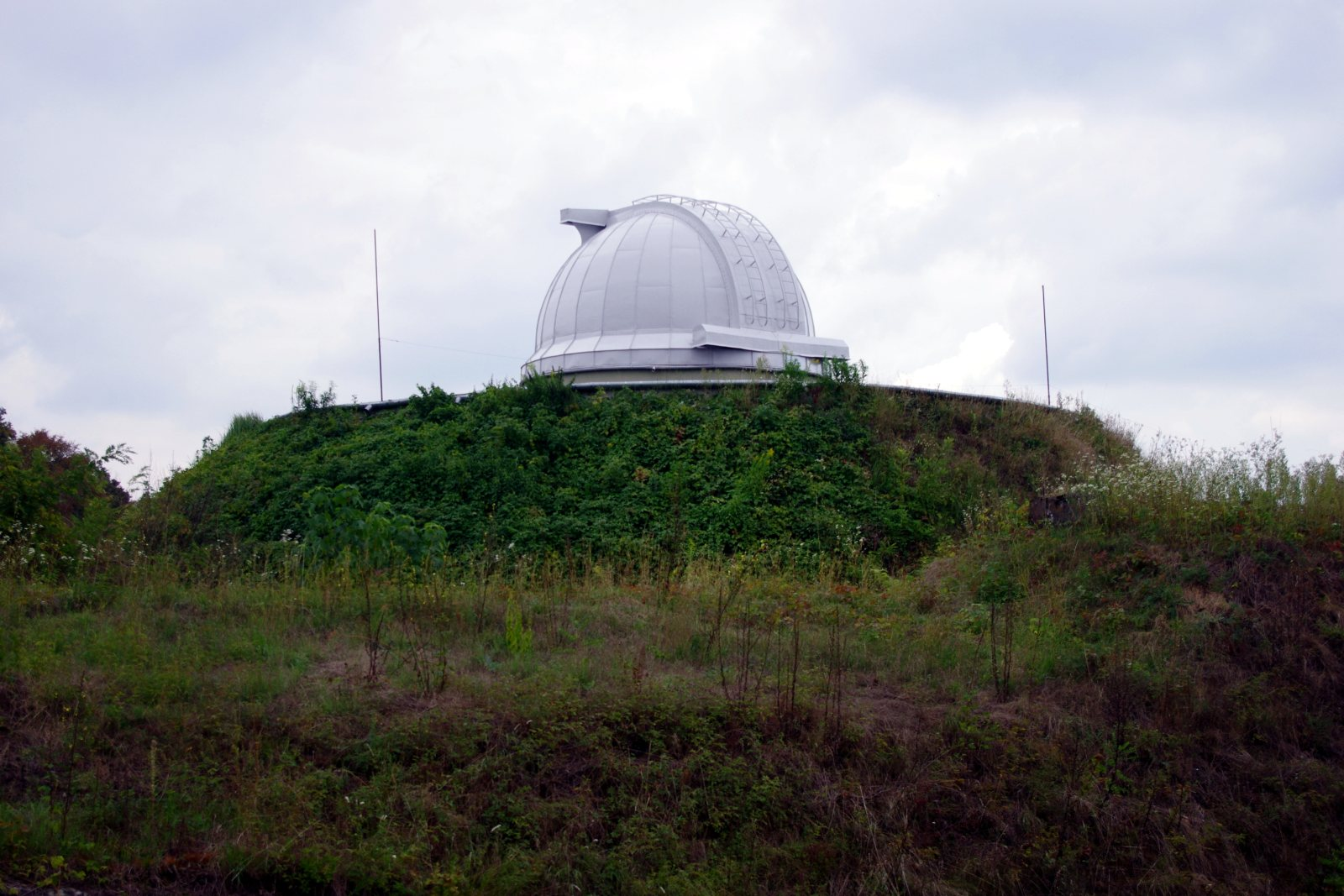
Астрономічна обсерваторія Ягеллонського університету, Форт Скала, Краків

У 1968 році Еугеніуш Рибка пішов на пенсію, а кафедру спостережної астрономії очолив Конрад Рудницький, спеціаліст із зоряної та позагалактичної астрономії.
Директором обсерваторії, вже як інституту, був Кароль Козел. З ініціативи Рудницького, попри негативну думку краківських математиків, висловлену на засіданнях ради математичного факультету, в інститут був залучений сильний астрофізик Анджей Земба.
Цей період ознаменував явне пожвавлення наукової атмосфери, і виникло кілька нових загальних тем досліджень, у тому числі позагалактична астрономія та космологія. Також були організовані літні космологічні школи. У 1974 директором обсерваторії став Анджей Земба. Через рік, у віці 65 років, Кароль Козел пішов на пенсію, і кафедру теоретичної астрономії та астрономічної геофізики також очолив Земба. Дії, вжиті ним, також як проректором Ягеллонського університету, щодо організаційних і програмних змін призвели до певних кадрових змін, які в деяких випадках зашкодили продовженню традиційно усталених напрямів діяльності обсерваторії. В 1979 році Зєнба покинув Польщу.
Під час його перебування на посаді директора (до 1978) у форті Скала збудували другий павільйон, куди перенесли бібліотеку обсерваторії з Колегіуму Снядецького, а решту кімнат використовували для майстерень та дидактики. У нове приміщення переїхала й адміністрація обсерваторії. У старому будинку на вул. Коперника, збереглася лише велика кімната на другому поверсі зі старовинними інструментами та стародруками. Решту приміщень Колегіуму Снядецького кілька років займав новостворений Інститут інформатики Ягеллонського університету, директором якого спочатку був Земба. Там також розташувалися кафедра кліматології Інституту географії Ягеллонського університету, яка також зайняла колишню метеорологічну станцію обсерваторії, та лабораторії Інституту ботаніки. Завдяки зусиллям д-ра Мацея Вінярського відкрили спостережну станцію в Розтоках Гурне в Бещадах, де умови спостереження набагато кращі, ніж в околицях Кракова.

### Обсерваторія після 1979 року
У 1979—1984 посаду директора обсерваторії та завідувача кафедри теоретичної астрономії та астрономічної геофізики обіймав видатний радіоастроном Єжи Масловський, після його відставки — Конрад Рудніцький, а з 1999 — знову Йосип Масловський.
У 1984 назви відділів були змінені з урахуванням актуальних тем досліджень. Колишній відділ теоретичної астрономії та астрономічної геофізики тепер називається відділом радіоастрономії та космічної фізики, а відділ спостережної астрономії прийняв назву відділу зоряної та позагалактичної астрономії. Крім того, у відділі радіоастрономії та космічної фізики працює лабораторія космології. У 1999 році штат Астрономічної обсерваторії Ягеллонського університету складався з понад 40 осіб, половина з яких мали науковий ступінь.
Дослідницька робота обсерваторії у видимому спектрі була в основному продовженням традиційної діяльності в області затемнюваних змінних зір і фотографічної астрометрії, яка була доповнена фотометричними вимірюваннями протяжних об'єктів і темами, пов'язаними з позагалактичною астрономією. Для дослідження галактик використовувались фотографії, отримані в Паломарській обсерваторії. Міжгалактичний пил шукали на основі спостережуваного випромінювання в інфрачервоному діапазоні. Досліджувались орієнтації осей галактик.

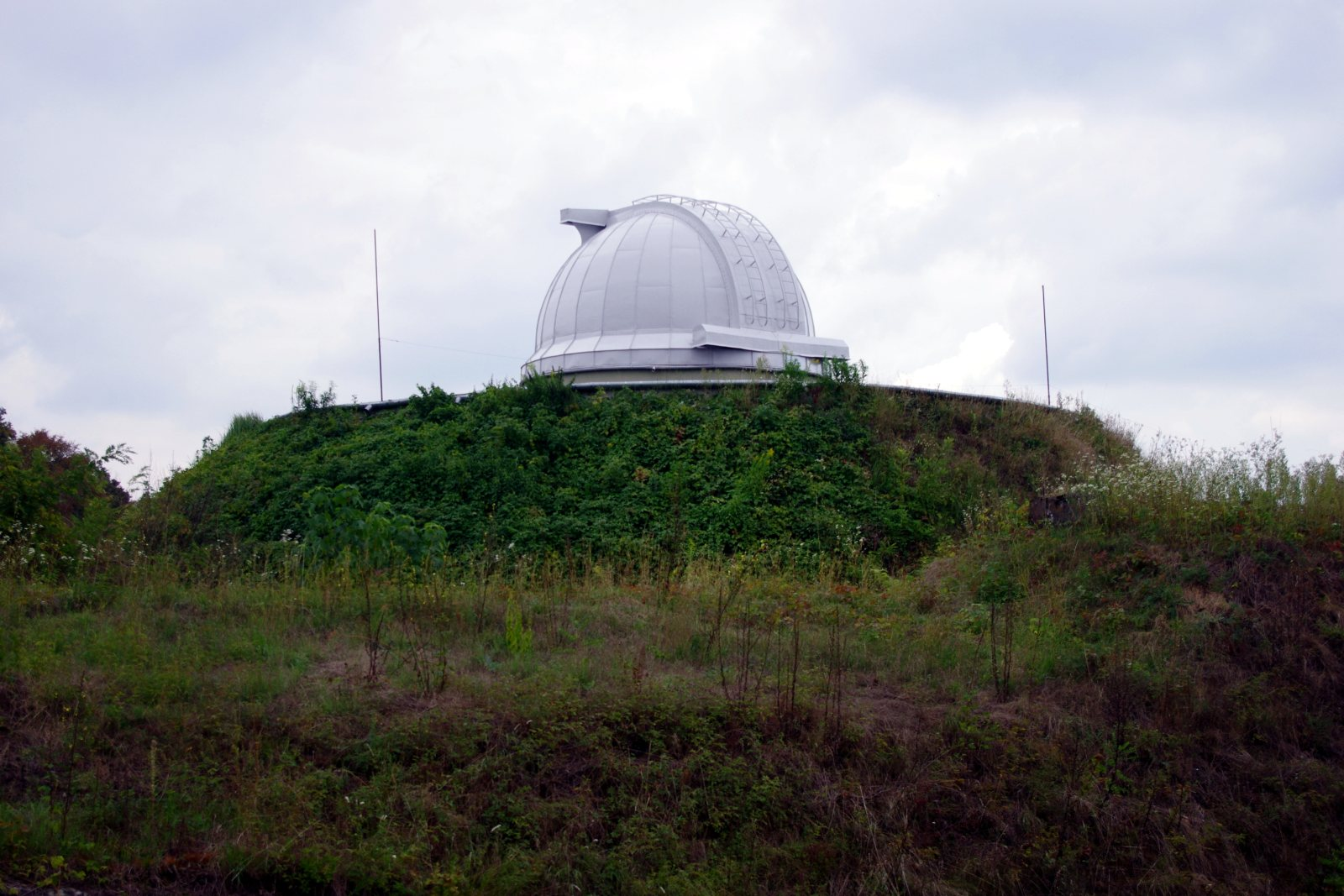
Астрономічна обсерваторія Ягеллонського університету, Форт Скала, Краків

Щоденні радіоспостереження Сонця публікувалися в Monthly Report on Solar Radio Emission. Також проведено аналіз та опрацювання багаторічних даних про сонячну активність. Розвивалася співпраця між краківськими радіоастрономами та закордонними центрами спостережень, такими як Національна радіоастрономічна обсерваторія в США, Інститут радіоастрономії Макса Планка в Німеччині та Лейденська обсерваторія в Нідерландах.
Масловський, Махальський, Урбанік і Зенба провели багато спостережень позагалактичних об'єктів за допомогою іноземних радіотелескопів, вивчаючи їх будову та аналізуючи еволюцію. Ці радіозйомки були використані для складання каталогів радіоджерел для вибраних ділянок неба. Радіоастрономічна співпраця Краківської обсерваторії з Радіоастрономічним інститутом Макса Планка в Бонні та Бохумським університетом, яка почалась в 1980 році в галузі спостереження радіовипромінювання галактик, призвела до нинішньої роботи Краківських астрономів в області фізики галактик і міжзоряного середовища, еволюції галактик, взаємодії магнітних полів і космічних променів у спіральних галактиках.
Паралельно із спостережним дослідженням глибин космосу в Краківській обсерваторії розвиваються теоретичні дослідження в галузі космології. Важливу роль відіграють дослідження в галузі фізики раннього Всесвіту — так звані інфляційні моделі із застосуванням до теорії гравітаційної нестабільності, дослідження математичних основ загальної теорії відносності, процеси дисипації в ранньому Всесвіті, класифікація однорідних 11-вимірних космологічних моделей теорії Калуци-Клейна та дослідження проблеми існування чорних дір у цій теорії. Також досліджуються теорія хаосу та її застосування до небесної механіки та астрофізики. Деякі з космологічних тем, які вивчаються в Кракові, охоплюються програмою співпраці з Інститутом теоретичної фізики Варшавського університету.
У 2012–2020 директором обсерваторії був Станіслав Зола, а з 2020 року посаду директора обіймає Мар'ян Соїда.

## Структура
Астрономічна обсерваторія у складі факультету фізики, астрономії та прикладної інформатики Ягеллонського університету складається з чотирьох відділів:

### Відділ зоряної та позагалактичної астрофізики
Досліджує фізико-хімію комет, еволюцію галактик, великомасштабну будову Всесвіту, активні галактики, змінні зорі.

### Відділ релятивістської астрофізики та космології
Досліджує фізику гравітації, загальну теорії відносності, релятивістську астрофізику, теорію формування структур у ранньому Всесвіті, застосування гравітаційного лінзування в космології.

### Відділ астрофізики високих енергій
Досліджує астрофізику гамма-променів із найвищою енергією, астрофізику акреційних дисків і релятивістських струменів, сонячні корональні викиди, геофізичні явищ і вплив геліосфери на Землю.

### Відділ радіоастрономії та фізики космосу
Досліджує газ і магнітні поля в галактиках і скупченнях галактик, планетні іоносфери, формування надскупчень галактик. Проводить радіоспостереження галактик за допомогою найбільших радіотелескопів і радіоінтерферометрів (EVLA, LOFAR WSRT, ATCA, Effelsberg) і космічних обсерваторій (XMM-Newton, Herschel), комп'ютерне моделювання еволюції космічних магнітних полів і гравітаційної взаємодії галактик.

## Видавництво Астрономічної обсерваторії

### Журнали та щорічники[17]
- Астрономічний щорічник Краківської обсерваторії — щорічник елементів кривих блиску та ефемерид для затемнених зір з додатковими даними для кожного року.
- Acta Cosmologica — науковий журнал, присвячений обговоренню наукових результатів у космології, а також філософським роздумам та історичному аналізу. Публікацію завершено.
- Monthly Report on Solar Radio Emission — місячний звіт про результати щоденних радіоспостережень Сонця. Містить електронний архів радіоспостережень Сонця на дециметрових хвилях. Весь диск Сонця спостерігають щодня дев'ятиметровим роботизованим радіотелескопом на кількох частотах від 200 до 1800 МГц.
- Acta Brutusica — журнал про науку та вчених. Публікацію завершено.

### Книги[18]
- 1997 – Relativistic Jets in AGNs. M. Sikora, G. Madejski, M. Begelman. Redakcja: M. Ostrowski
- 1999 – Plasma Turbulence and Energetic Particles in Astrophysics. R. Schlickeiser. Redakcja: M. Ostrowski
- 2003 – Particle Acceleration in Astrophysical Objects. M. Sikora. Redakcja: M. Ostrowski, (CD edition)
- 2005 – Elementy kosmologii dla nauczycieli, studentów i dociekliwych uczniów, Leszek M. Sokołowski, Wyd. ZamKor, Kraków 2005
- 2009 – Elementy astronomii dla geografów. Bogdan Wszołek, Agnieszka Kuźmicz, Instytut Geografii i Gospodarki Przestrzennej UJ, Kraków 2009, ISBN 978-83-88424-44-1
- 2010 – Elementy analizy tensorowej. Leszek M. Sokołowski, Wydawnictwa Uniwersytetu Warszawskiego, Warszawa 2010, ISBN 978-83-235-0670-6
- 2012 – Człowiek i Wszechświat. Bogdan Wszołek, Agnieszka Kuźmicz, Marek Jamrozy, Wydawnictwo im. S. Podobińskiego Akademii im. Jana Długosza w Częstochowie, ISBN 978-83-7455-241-7
- 2015 – On the abuse of gravity theories in cosmology. Leszek Sokołowski, w: „Road to Reality with Roger Penrose”. J. Ladyman, S. Presnell, G. McCabe, M. Eckstein and S. Szybka (Redakcja), Copernicus Center Press, Kraków 2015, pgs. 179–200.
- 2016 – Relatywizm i niezmienniki, Leszek Sokołowski, w: „Ogólna teoria względności a filozofia, sto lat interakcji”. pod red. P. Polaka i J. Mączki, Copernicus Center Press, Kraków 2016, str. 67–91.